# タデアーシュ・ハーイェク
タデアーシュ・ハーイェク（Tadeáš Hájek z Hájku、または Thaddaeus Hagecius ab Hayek、Thaddeus Nemicus、ドイツ語: Thaddaeus Hagecius von Hayek (Hagek, Hajek), Thaddäus Nemicus、1525年12月1日- 1600年9月1日）は16世紀のチェコの医師、天文学者である。神聖ローマ帝国皇帝ルドルフ2世付の医師を務めた。

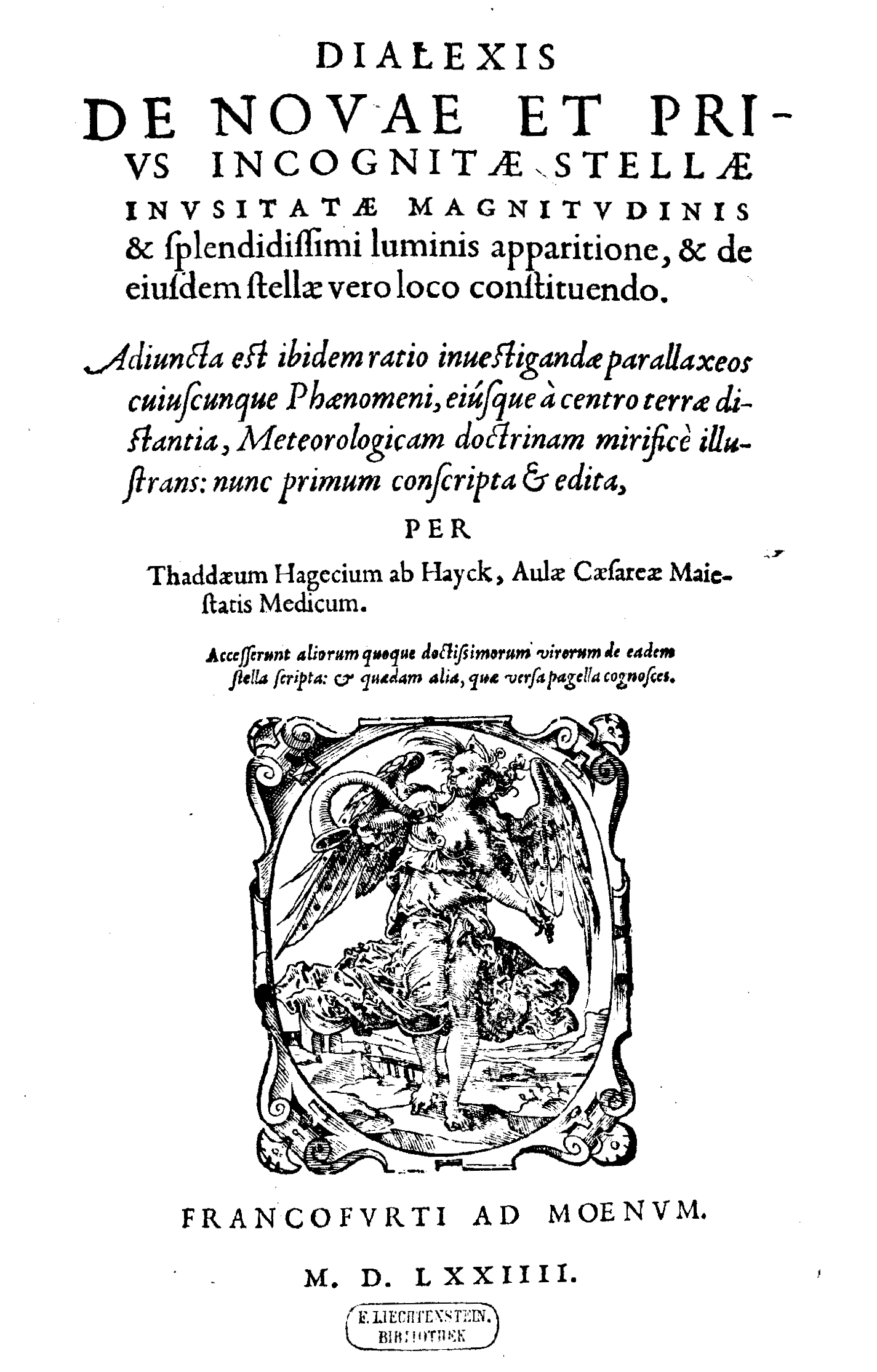
著書Dialexis de novae et prius incognitae stellae inusitatae magnitudinis et splendidissimi luminis apparitione, et de eiusdem stellae vero loco constituendoの表紙 (1574)

プラハで名門の家に生まれ、1544年にフェルディナント1世によって爵位を与えられ、ルドルフ2世によってナイトに任じられた。1548年から1549年にかけてウィーンで薬学を学び、1554年にはボローニャで、同年ミラノでジェロラモ・カルダーノに学んだ。1555年にプラハの大学の数学の教授になった。
1561年に著書Aphorismi Metoposcopiciを発表した。1572年にカシオペヤ座に現れた超新星（ティコの星：SN 1572）についての研究を発表し、ティコ・ブラーエとの間で科学的な手紙のやりとりを行い、ルドルフ2世がティコ・ブラーエをプラハに招くことになるのに重要な役割をはたした。
天文学に関するラテン語の多くの著書を残し、彼の時代の最大の天文学者の一人と考えられている。研究の他に、コペルニクスの原稿などの文書の収集したことでも知られ、ルドルフ2世に暗号とおぼしき未知の文字で記された謎の文書『ヴォイニッチ手稿』を購入することをすすめた1人である。多くの占星術に関するチェコ語の著書も発表し、そのため科学者としてより神秘主義者と考えられてきた。
月のクレータと小惑星(1995)ハーイェクに命名されている。